# مارک پیکرینگ
مارک پیکرینگ (انگلیسی: Marc Pickering؛ زادهٔ ۵ ژوئن ۱۹۸۵) هنرپیشه اهل بریتانیا است. وی از سال ۱۹۹۰ میلادی تاکنون مشغول فعالیت بوده است.
از فیلم‌هایی که وی در آن نقش داشته است، می‌توان به بازپرداخت (۲۰۰۶)، اسلیپی هالو (۱۹۹۹) و امپراتوری بوردواک (۲۰۱۴) اشاره کرد.